# Tobin Heath
Tobin Powell Heath (ur. 29 maja 1988 w Morristown) – amerykańska profesjonalna piłkarka. Jest dwukrotną mistrzynią olimpijską oraz srebrną i złotą medalistką Mistrzostw Świata w Piłce Nożnej Kobiet grającą dla Reprezentacji Narodowej USA. Według Amerykańskiej Federacji Piłki Nożnej, Heath ma „prawdopodobnie największe umiejętności spośród zawodniczek USA”. Zazwyczaj gra jako skrzydłowa lub ofensywna pomocniczka. Była pierwszą zawodniczką wybraną w drafcie nieistniejącej już amerykańskiej ligi Women’s Professional Soccer w 2010 roku. Obecnie gra w drużynie Portland Thorns FC uczestniczącej w rozgrywkach National Women's Soccer League (NWSL).

## Wczesne życie i edukacja
Heath urodziła się w Morristown w New Jersey jako córka Jeffa i Cindy Heath. Dorastała w Basking Ridge. Ma młodszego brata Jeffreya i dwie starsze siostry – Perry i Katie. Heath przyznaje, że jest bardzo dumną i pobożną wyznawczynią wiary chrześcijańskiej.
Heath ukończyła Ridge High School w Basking Ridge gdzie grała w pikę nożną w 2006 roku. Grała również w drużynie PDA Wildcats, która zwyciężyła Klubowe Mistrzostwa Krajowe w 2003 roku.
Heath uplasowała się na drugim miejscu pośród nowych zawodniczek rocznika 2006 według magazynu Soccer Buzz. Została wybrana do drużyny roku magazynu Parade w latach 2003, 2004 i 2005. Inne wyróżnienia, które otrzymała w tym czasie to: zawodniczka roku Gatorade New Jersey, zawodniczka jedenastki roku Newark Star Ledger's i zawodnika roku Newark Star-Ledger's New Jersey.

### North Carolina Tar Heels

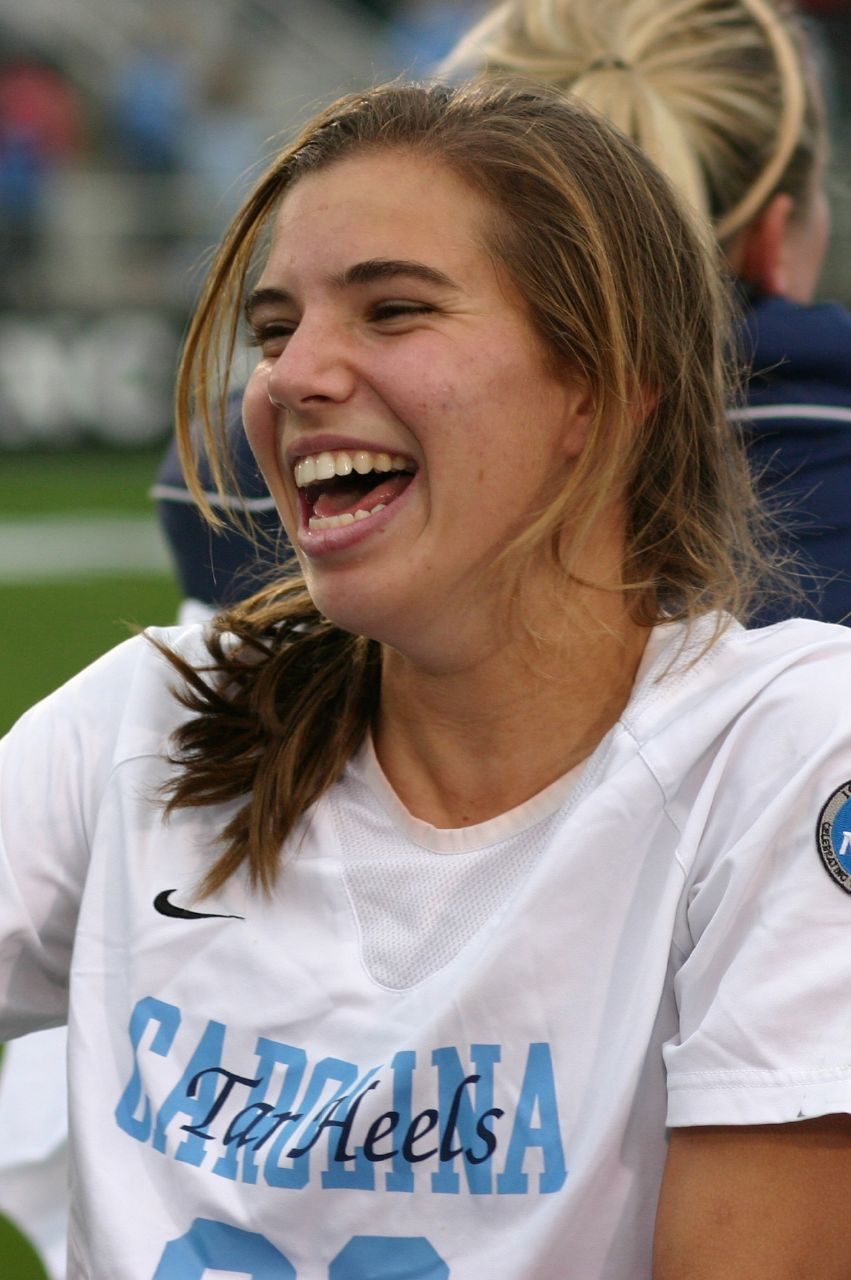
Tobin Heath po meczu mistrzostw kraju w SAS Soccer Park w Cary, NC w niedzielę, 3 grudnia 2006.

Heath zobowiązała się do pójścia na Uniwersytet Karoliny Północnej (UNC) już w pierwszej klasie szkoły średniej i nie grała w drużynie szkolnej podczas ostatniego roku nauki, zamiast tego trenując z chłopcami. Jako pierwszoroczniak należała do drużyny reprezentującej UNC w mistrzostwach kraju w 2006 roku. Była w pierwszym składzie 22 meczów z 23, które rozegrała dla Tar Heels jako lewa pomocniczka strzelając cztery bramki i zaliczając dziewięć asyst. Jako studentka drugiego roku miała na koncie pięć asyst oraz dwie bramki i została wybrana do ogólnokrajowej jedenastki przez NSCAA (National Soccer Coaches Association of America) oraz jedenastki Konferencji Atlantyckiej ACC. W kolejnym roku przysłużyła się swojej drużynie ośmioma bramkami i ośmioma asystami, co pozwoliło im wywalczyć tytuł NCAA.
Ostatni rok gry dla Tar Heels zakończyła z pięcioma bramkami i dziesięcioma asystami oraz kolejnym tytułem mistrzowskim. Została wybrana do jedenastki turnieju oraz zajęła drugie miejsce w rywalizacji o Hermann Trophy – nagrodę przyznawaną najlepszemu piłkarzowi akademickiemu.
Heath zakończyła swoją karierę na Uniwersytecie Karoliny Północnej z 19 golami i 32 asystami. Pomogła w zdobyciu mistrzostwa NCAA w latach 2006, 2008 i 2009 oraz czterech tytułów Konferencji Atlantyckiej. Grała z numerem 98 na koszulce. Trener drużyny uniwersyteckiej Anson Dorrance przyznał, że Heath woli „założyć siatę” przeciwnikowi niż dryblować obok niego. Tobin Heath's ukończyła na Uniwersytecie Karoliny Północnej kierunek Komunikacja.

## Kariera klubowa

### Women’s Professional Soccer, 2010–11
W roku 2010, została jako pierwsza wybrana w drafcie ligi Women’s Professional Soccer do zespołu Atlanta Beat. Wychodziła na boisko w podstawowej jedenastce w pierwszych trzech występach dla klubu, jednak w trzecim meczu doznała kontuzji kostki co uniemożliwiło jej granie w dalszej części sezonu 2010.
10 grudnia 2010 roku Heath wraz z koleżankami z drużyny – Eniolą Aluko i Angie Kerr została wymieniona do klubu Sky Blue FC w zamian za czwarty i ósmy wybór w drafcie WPS w 2011 roku i "przyszłe rozważania w 2012." Heath wystąpiła w dwunastu meczach dla Sky Blue, rozpoczynając trzy z nich. Drużyna skończyła sezon podstawowy na piątym miejscu z 5 wygranymi, 4 remisami i 9 przegranymi.

### New York Fury, 2012

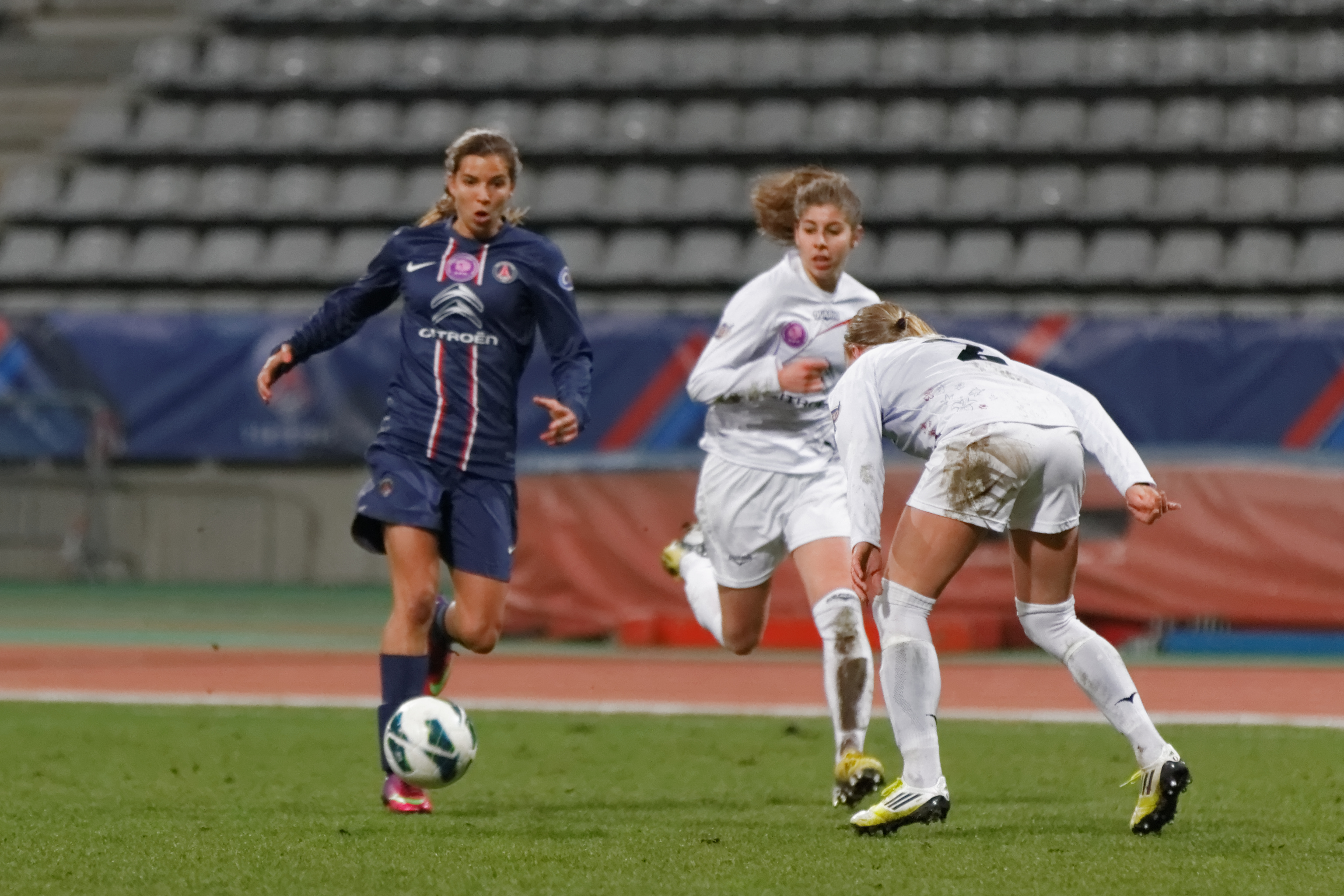
Heath podczas meczu przeciwko FCF Juvisy 23 marca 2013 r.

Po zawieszeniu ligi WPS w 2012 roku Tobin Heath dołączyła do New York Fury w WPSL Elite League. Rozegrała tam jeden mecz po wyleczeniu kontuzji kostki, której doznała na początku sezonu a następnie została powołana do drużyny narodowej.

### Paris Saint-Germain (PSG), 2013–2014
W 2013 roku, Heath podpisała półroczny kontrakt z Paris Saint-Germain grającym w najwyższej lidze francuskiej – Division 1 Féminine. Zdobyła pięć bramek w dwunastu występach dla klubu.

### Portland Thorns FC, 2013–obecnie
Nowo utworzona liga National Women’s Soccer League (NWSL) ogłosiła 11 stycznia 2013 roku, że Heath jest jedną z siedmiu zawodniczek przydzielonych do Portland Thorns FC na początkowy roster w ramach alokacji zawodniczek. W lipcu 2013, po zakończeniu sezonu z PSG dołączyła do drużyny pomagając jej zakończyć rozgrywki na trzecim miejscu. Thorns wygrało Puchar NWSL 2013 po pokonaniu w finale Western New York Flash 2:0. Heath strzeliła w tym meczu z rzutu wolnego zwycięską bramkę. Została wybrana MVP meczu finałowego.

## Kariera reprezentacyjna

### Reprezentacje młodzieżowe
Heath grała w reprezentacji U-16 w latach 2003–2004, w drużynie U-17 w latach 2004–05 i w reprezentacji U-20 na Mistrzostwach Świata Kobiet 2006 w Rosji. Była jedną z pięciu zawodniczek powołanych do drużyny nie uczestnicząc w kwalifikacjach do turnieju i zarazem jedną z najmłodszych na Mistrzostwach. Heath zakończyła swoją karierę w reprezentacji U-20 z 14 meczami i dwoma bramkami na koncie. Była podstawową zawodniczką zespołu, który zdobył srebro na Igrzyskach Panamerykańskich w Brazylii w 2007 roku.

### Debiut w drużynie seniorskiej, 2008
Heath pierwszy raz wystąpiła w zespole seniorskim 18 stycznia 2008 roku w meczu przeciwko Finlandii w Pucharze Czterech Narodów. Była rezerwową na Igrzyskach Olimpijskich 2008 jako najmłodsza zawodniczka w drużynie (20 lat). Wystąpiła w trzech meczach i zdobyła z drużyną złoty medal. W samym 2008 roku zagrała ogółem w 17 meczach i zdobyła dwa pierwsze gole dla reprezentacji – pierwszy w meczu z Chinami podczas Algarve Cup.
Heath zdobyła tytuł 2009 U.S. Soccer Young Female Athlete of the Year i rozegrała dwa mecze reprezentacyjne, oba przeciwko Kanadzie w lipcu 2009. W 2010 nie występowała z powodu kontuzji kostki doznanej na początku sezonu WPS.

### Mistrzostwa Świata Kobiet 2011
Heath zadebiutowała na Mistrzostwach Świata w Piłce Nożnej Kobiet w wieku 23 lat podczas Mistrzostw Świata w Piłce Nożnej Kobiet 2011 w Niemczech, wchodząc na drugą połowę meczu fazy grupowej z Kolumbią. Zagrała w sumie w czterech meczach: z Kolumbią, Brazylią, Francją oraz z Japonią. W finale była jedną z zawodniczek wybranych do wykonywania rzutów karnych, jej strzał został zablokowany przez japońską bramkarkę

### Igrzyska Olimpijskie Londyn 2012

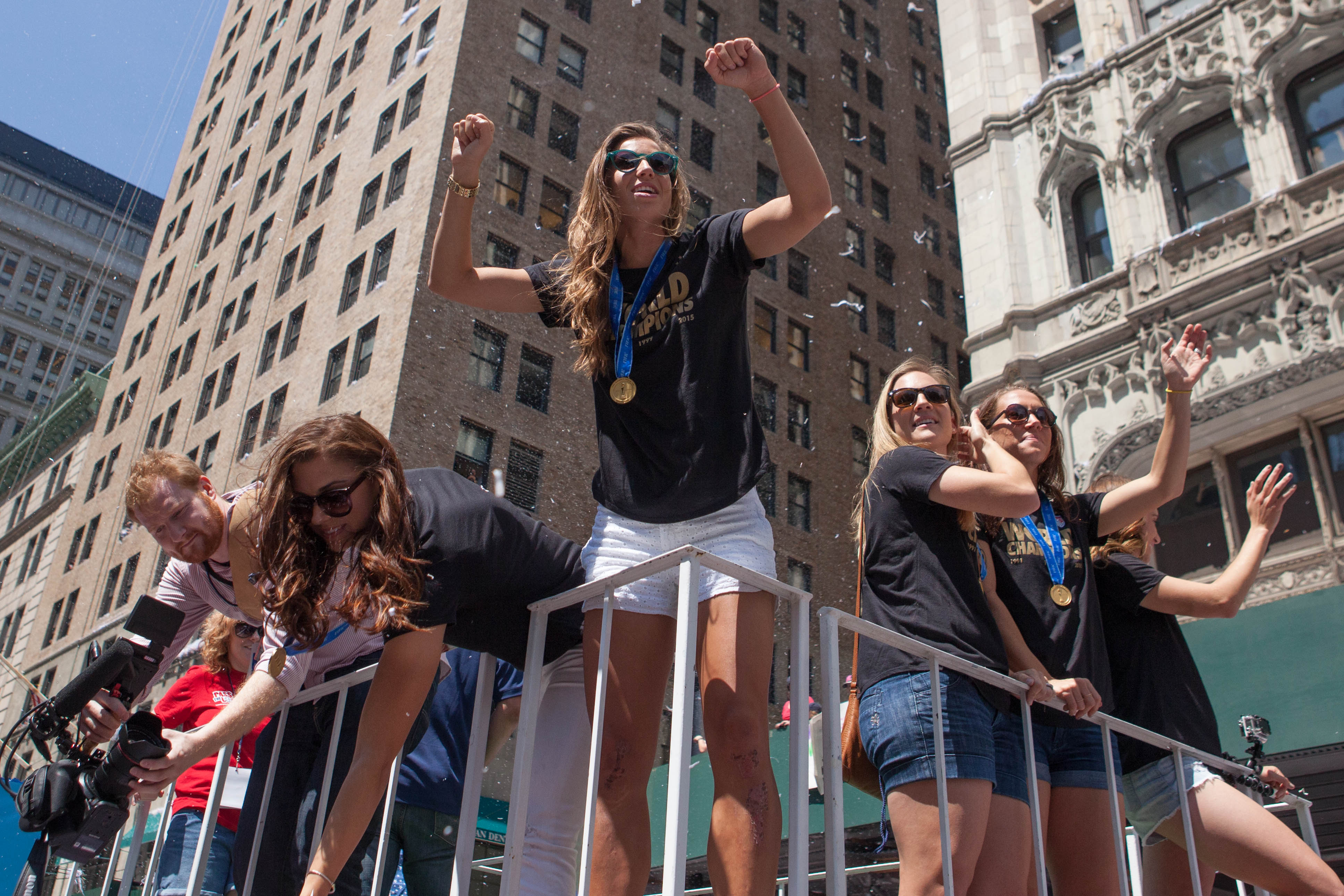
Heath (w środku) świętująca wygraną w Mistrzostwach Świata 2015 na paradzie zwycięzców w Nowym Jorku, lipiec 2015

Heath była częścią drużyny olimpijskiej, rozgrywając wszystkie sześć meczów, cztery z nich od pierwszej do ostatniej minuty. Zaliczyła trzy asysty – przeciwko Francji, Kolumbii i Nowej Zelandii. Przeciwko Francji, w 66 minucie zbiegła z lewego skrzydła z piłką otrzymaną od Megan Rapinoe i posłała podanie do Alex Morgan która zdobyła ostatniego gola w meczu ustalając wynik na 4:2. Przeciwko Kolumbii rozegrała serię podań z Wambach zaliczając drugą asystę. Trzecią asystę zaliczyła w ćwierćfinale przeciwko Nowej Zelandii – w 87 minucie długie podanie z lewego skrzydła zostało zamienione w bramkę przez Sydney Leroux doprowadzając do wyniku 2:0.

### Mistrzostwa Świata Kobiet 2015
Heath była zawodniczką podstawowego składu drużyny narodowej podczas Mistrzostw Świata w Piłce Nożnej Kobiet w Kanadzie, rozpoczynając w pierwszej jedenastce pięć z siedmiu meczów zespołu oraz w jednym wchodząc z ławki. W finale mistrzostw Heath była jedną z trzech zawodniczek, które strzeliły gole, zdobywając swojego w 54 minucie po asyście Morgan Brian.

### Bramki w karierze reprezentacyjnej
|    | Data       | Miejsce       | Rywal      | Skład                    | Minuta | Asysta/podanie   | Zawody                                    |
| -- | ---------- | ------------- | ---------- | ------------------------ | ------ | ---------------- | ----------------------------------------- |
| 1  | 2008-03-05 | Albufeira     | Chiny      | 45.w. 46' (z. Tarpley)   | 47     | bez asysty       | Algarve Cup: Group B                      |
| 2  | 2008-04-04 | Juárez        | Jamajka    | 45.w. 46' (z. Lloyd)     | 95+    | Lauren Holiday   | Olimpiada: kwalifikacje: grupa A          |
| 3  | 2011-11-19 | Glendale      | Szwecja    | 45.w. 46' (z. Rodriguez) | 81     | Alex Morgan      | towarzyski                                |
| 4  | 2012-01-20 | Vancouver     | Dominikana | 45.z. 46' (w. Rodriguez) | 30     | Heather O’Reilly | Olimpiada: kwalifikacje: grupa B          |
| 5  | 2012-01-27 | Vancouver     | Kostaryka  | 63.z. 63' (w. Morgan)    | 16     | Shannon Boxx     | Olimpiada: kwalifikacje: półfinał         |
| 6  | 2012-06-16 | Halmstad      | Szwecja    | 45.w. 46' (z. O'Reilly)  | 56     | Abby Wambach     | Volvo Winners Cup                         |
| 7  | 2012-10-23 | East Hartford | Niemcy     | 28.w. 63' (z. O'Reilly)  | 67     | Alex Morgan      | towarzyski                                |
| 8  | 2013-04-09 | The Hague     | Holandia   | 90.Start                 | 36     | Sydney Leroux    | towarzyski                                |
| 9  | 2014-09-18 | Rochester     | Meksyk     | 46.off 46' (on O'Reilly) | 44     | Amy Rodriguez    | towarzyski                                |
| 10 | 2014-10-17 | Chicago       | Gwatemala  | cały mecz                | 7      | Sydney Leroux    | Mistrzostwa Świata: kwalifikacje: grupa A |
| 11 | 2014-10-17 | Chicago       | Gwatemala  | cały mecz                | 57     | Carli Lloyd      | Mistrzostwa Świata: kwalifikacje: grupa A |
| 12 | 2015-07-05 | Vancouver     | Japonia    | 79.z. 79' (w. Wambach)   | 54     | Morgan Brian     | Mistrzostwa Świata: finał                 |

## Nagrody i wyróżnienia

### College

#### Uniwersytet Karoliny Północnej
- Mistrzostwo NCAA: 2006, 2008, 2009

### Reprezentacja
- Igrzyska Olimpijskie: 2008, 2012
- Mistrzostwa Świata w Piłce Nożnej Kobiet: 2015[33], wicemistrzostwo: 2011
- Algarve Cup: 2008, 2011, 2013, 2015
- Turniej Czterech Narodów: 2008, 2011

### Liga
- Mistrzostwo NWSL: 2013

### Indywidualnie
- NWSL 2013 Championship MVP
- PSG Best Player of the Year (Le Prix des Supporters): 2013
- U.S. Soccer Young Female Athlete of the Year (1): 2009
- NCAA All-American First-Team (2): 2007, 2009
- ACC Conference First-Team (3): 2007, 2008, 2009

## Życie prywatne
Poza piłką nożną Heath lubi uprawiać wiele sportów takich jak tenis czy surfowanie, oraz chętnie spędza czas na świeżym powietrzu gdy tylko może. Tobin dostała imię po swojej prababci.